# Sigursteinn Gíslason
Sigursteinn Davíð Gíslason (ur. 25 czerwca 1968 w Akranes, 16 stycznia 2012 w Reykjavíku) – islandzki piłkarz występujący na pozycji obrońcy. Trener piłkarski.

## Kariera klubowa
Sigursteinn karierę rozpoczynał w 1987 roku w drużynie Reykjavíkur. W 1988 roku przeszedł do Akraness. Występował tam do roku 1998 i w tym czasie zdobył z zespołem pięć mistrzostw Islandii (1992, 1993, 1994, 1995, 1996), dwa Puchary Islandii (1993, 1996) oraz dwa Superpuchary Islandii (1993, 1994).
W 1999 roku Sigursteinn ponownie został graczem KR. Po sezonie 1999, w którym zdobył z zespołem mistrzostwo Islandii oraz Puchar Islandii, został wypożyczony do angielskiego Stoke City, grającego w Division Two. Przed rozpoczęciem sezonu 2000 na Islandii, wrócił do KR. W kolejnych latach wywalczył z nim trzy mistrzostwa Islandii (2000, 2002, 2003) oraz Superpuchar Islandii (2003).
W 2004 roku odszedł do Víkingur Reykjavík, gdzie po sezonie zakończył karierę.

## Kariera reprezentacyjna
W reprezentacji Islandii Sigursteinn zadebiutował 17 października 1993 w przegranym 1:3 towarzyskim meczu z Tunezją. W latach 1993–1999 w drużynie narodowej rozegrał łącznie 22 spotkania.